# Маккай, Дункан
Дункан Маккай (англ. Duncan MacKay, гэльск. Donnchadh Gobha; 1725/30 — ок. 1825) — шотландский гэльский поэт и церковный деятель. Жил в Ардбролихе (гэльск. Ardbroileach) в Баденохе, был церковным старейшиной в Кингусси.
Относился к категории людей, известных как «na Daoine» (гэльск. прибл. «достопочтенные мужи»). Это были старейшины евангелического пресвитерианства, усердные в молитвах, уважаемые за благочестие и нередко сочетавшие в себе пророческий дар с поэтическим. Подробностей личной жизни Маккая почти не сохранилось, хотя он часто упоминается в исторических источниках.
Как у большинства гэльских поэтов XVIII века, число сохранившихся произведений Маккая невелико, зато они достоверно принадлежат ему и довольно объёмны. Едва ли не единственная прижизненная публикация Маккая — три больших стихотворения в т. н. «Собрании песен» Тёрнера (1813): панегирик вождю Эвану Макферсону Клуни (он же «Клуни '45»), явно написанный до 1764 года;  «Элегия Гайкского леса» (когда в январе 1800 года сошедшая лавина в Гайкском лесу погребла под собой Черного Капитана Макферсона и четверых его юных спутников), а также монументальная элегия на смерть Джеймса Макферсона («Оссиана», 1736—1796), переиздающаяся по сей день. Элегия почти не касается литературных занятий Макферсона, в ней слышны отклики на конфликт горцев и англичан. Для первых Макферсон был столь же поэтом, сколь и работодателем (выстроившим в Баденохе три усадьбы), а также защитником в Лондонском парламенте, добившимся возвращения состояния сыну вождя Клуни Макферсона в 1784 году; для вторых — по заявлению доктора Джонсона — литературным фальсификатором, но всё же членом Парламента и дипломатом.
По утверждению Томаса Синтона (1855—1923), основанному на устной традиции Баденоха, Маккай был в числе тех «достопочтенных мужей», которых Джеймс Макферсон приглашал в свой дом во время предсмертной болезни. Этому приходится верить на слово: умер Маккай примерно за восемьдесят лет до выхода книги Синтона, собравшего и введшего в литературный оборот произведения Маккая, в XIX веке неизвестные даже специалистам. Синтон приводит также почти ироническую оду Джеймсу Стюарту, судье герцога Гордона, по случаю праздника, данного в честь последнего в 1760 году. Вождь Клуни упоминается и в ней, но поскольку он уже находился в эмиграции во Франции, Маккай именует судью «предводителем клана», которым тот ни в какой мере не являлся.
«Элегия памяти Джеймса Макферсона» переведена на русский язык Е. Витковским.